# Simplyscience Stiftung
Die Simplyscience Stiftung (Eigenschreibweise "SimplyScience Stiftung") ist eine Schweizer Stiftung mit dem Ziel, bei Kindern und Jugendlichen das Interesse an Wissenschaft und Technik zu wecken und die gesellschaftliche Akzeptanz der Naturwissenschaften zu fördern. Sie betreibt dazu die nationale Website Simplyscience.ch auf Deutsch und Französisch und unterstützt Projekte, die Kindern und Jugendlichen einen experimentellen und interaktiven Zugang zu naturwissenschaftlichen Themen ermöglichen sollen.
Die Stiftung ging im Oktober 2008 online, im Oktober 2010 wurde das Projekt formell in die Simplyscience Stiftung überführt. Sie wird finanziell getragen vom Schweizer Wirtschaftsverband Scienceindustries, auf dessen Idee sie zurückgeht.
Anschubfinanzierung für die Übersetzung der Website erhielt die Simplyscience Stiftung von der Kommission für Technologie und Innovation (KTI) des Bundes. Ihre Projekte werden zudem von Kantonen unterstützt. Sie arbeitet mit Bildungsinstitutionen jeder Stufe zusammen sowie mit Partnern aus Industrie, anderen Stiftungen wie Schweizer Jugend forscht, der Schweizerischen Akademie der Technischen Wissenschaften (SATW) und der Akademie der Naturwissenschaften Schweiz (SCNAT). Im Stiftungsrat sind Personen aus Industrie und Hochschulen vertreten.